# مرسدس-بنز کلاس-ئی (دبلیو۲۱۱)
مرسدس-بنز کلاس-ئی (دبلیو۲۱۱) (Mercedes-Benz E-Class (W211)) خودرویی است که توسط شرکت مرسدس-بنز از سال ۲۰۰۲ تا ۲۰۰۹ تولید می‌شد. این خودرو در آلمان، مکزیک، اتریش، مصر، ایران، (توسط ایران خودرو) و مالزی مونتاژ می‌شد. طراحی آن موتور جلو، انتقال نیرو به چرخ‌های عقب و در بعضی انواع به چهار چرخ بوده است. تولید این خودرو در ایران تا ژوئیه ۲۰۱۱ ادامه داشت. همچینین آلمان به علت اینکه در جنگ تحمیلی به عراق کمک کرد؛ بعد از شکایت‌های ایران تعدادی از این خودرو به عنوان غرامت در ایران وارد شد.
در ایران این خودرو مورد استفاده ناوگان پلیس (نیروی انتظامی و راهنمایی و رانندگی) قرار گرفت. بنزهای پلیس ایران به‌دلیل عدم احتیاج پلیس به تمامی امکانات، از تیپ کلاسیک (پایه) هستند. این خودرو چون توسط مرسدس بنز با سه تیپ کلاسیک، الگانس و آوانگارد عرضه می‌شد در ایران (به همراه کلاس سی) با نام الگانس مشهور شدند. از دیگر نام‌های رایج در ایران می‌توان به نام برابوس از تیونرهای مرسدس بنز (با تلفظ غلط «باراباس») اشاره کرد. هرچند همهٔ بنزهای پلیس ایران ساده بودند و هیچ‌کدام توسط برابوس یا آام‌گ تقویت نشده بودند و هدف از این نام گذاری مشخص نیست.
سی۲۱۹ که با نام سی‌ال‌اس به بازار عرضه می‌شود، به عنوان یک مدل جدید در سال ۲۰۰۵ بر اساس مکانیک‌های دبلیو۲۱۱ معرفی شد.
ئی-کلاس دبلیو۲۱۱ که در سال ۲۰۰۲ برای مدل ۲۰۰۳ عرضه شد، تکامل دیگری از مدل قبلی بود. قبل از شروع فروش در آمریکای شمالی، این خودرو در سال ۲۰۰۲ در فیلم مردان سیاه‌پوش ۲ نمایش داده شد. برنامه توسعه دبلیو۲۱۱ در سال ۱۹۹۷ آغاز شد و به دنبال آن کار طراحی انجام شد. طرح‌های نهایی در سال ۱۹۹۹ انتخاب شدند و پتنت‌های آلمانی در ۱۸ دسامبر ۲۰۰۰ با استفاده از نمونه اولیه ئی ۵۰۰ ثبت شد. توسعه در سال ۲۰۰۱ پس از ۴۸ ماه با هزینه کل ۲ میلیارد یورو به پایان رسید. تولید آزمایشی در تابستان ۲۰۰۱ انجام شد و ئی-کلاس دبلیو۲۱۱ برای اولین بار در نمایشگاه خودروی بروکسل در ژانویه ۲۰۰۲ معرفی شد.
پلت‌فرم دبلیو۲۱۱ همچنین پایه‌ای بود که خودروهای جدید ال‌ایکس کرایسلر از آن مهندسی شدند (کرایسلر ۳۰۰، دوج چارجر، دوج مگنوم).

## مونتاژ در ایران
سال ۱۳۸۱ مذاکرات ایران خودرو و بنز آلمان به نتایج خوبی رسید و در نهایت در سال ۱۳۸۵، بنز کلاس ئی اتاق دبلیو۲۱۱ در کارخانه‌ای به نام «تاپ خودرو» به عنوان زیرمجموعه ایران خودرو به مرحله مونتاژ رسید. در آن زمان بنز آلمان حدود ۱۷۴۰ قطعه از این خودرو را به ایران خودرو تحویل می‌داد و کارکنان تاپ خودرو با مونتاژ به روش اس‌کی‌دی، بنز ئی کلاس را به بازار عرضه می‌کردند. سخت‌گیری‌های شدید بنز آلمان بر روند مونتاژ این خودروها در تاپ خودرو باعث شد تا کلاس ئی‌های ایران خودرو از نظر دقت تولید و کیفیت شباهت بسیار زیادی نسبت به نمونه‌های وارداتی داشته باشد و از سویی موفقیت خوبی را در بازار ایران به دست آورند.

## فروش
در ۱۹ دسامبر ۲۰۰۸، مرسدس-بنز اعلام کرد که تا الان حدود ۱٫۵ میلیون دستگاه از کلاس-ئی دبلیو۲۱۱ ساخته است، که ۱٬۲۷۰٬۰۰۰ تای آن سدان و ۲۳۰٬۰۰۰ دستگاه باقی مانده هم استیشن هستند.

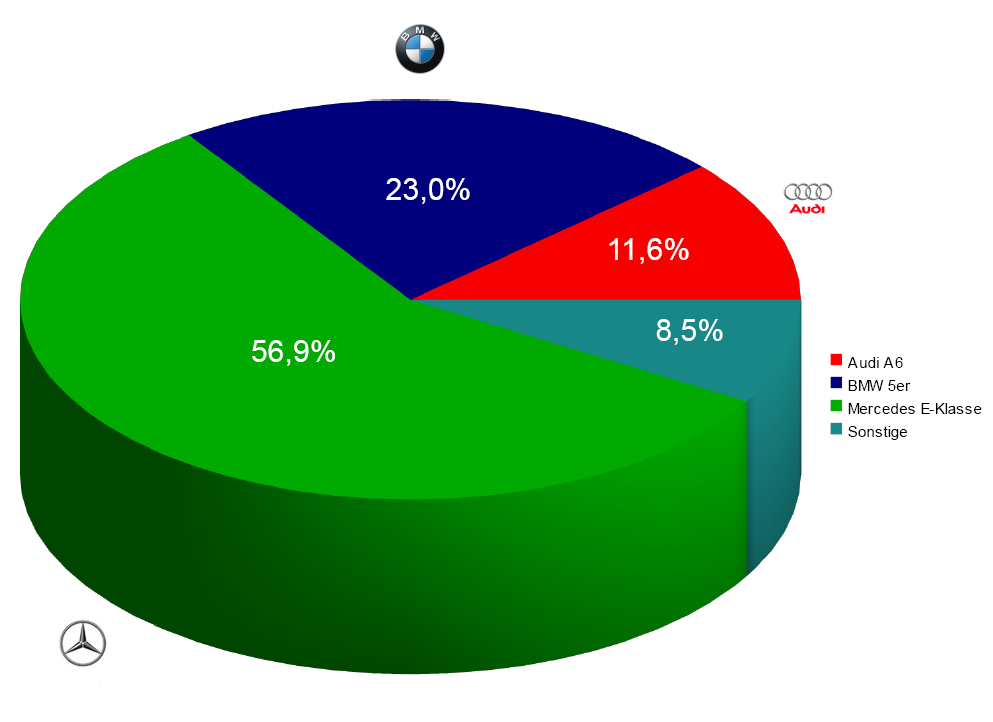
مقایسه میزان فروش کلاس-ئی با ب‌ام‌و سری ۵ و آئودی ای۶ در بازار آلمان

فروش در ایالات متحده و آلمان
| سال در تقویم ایالات متحده | فروش   |
| ------------------------- | ------ |
| ۲۰۰۳                      | ۵۵٬۶۸۳ |
| ۲۰۰۴                      | ۵۸٬۹۵۴ |
| ۲۰۰۵                      | ۵۰٬۳۸۳ |
| ۲۰۰۶                      | ۵۰٬۱۹۵ |
| ۲۰۰۷                      | ۴۸٬۹۵۰ |
| ۲۰۰۸                      | ۳۸٬۵۷۶ |

## نگارخانه

مرسدس بنز پلیس راهور ناجا
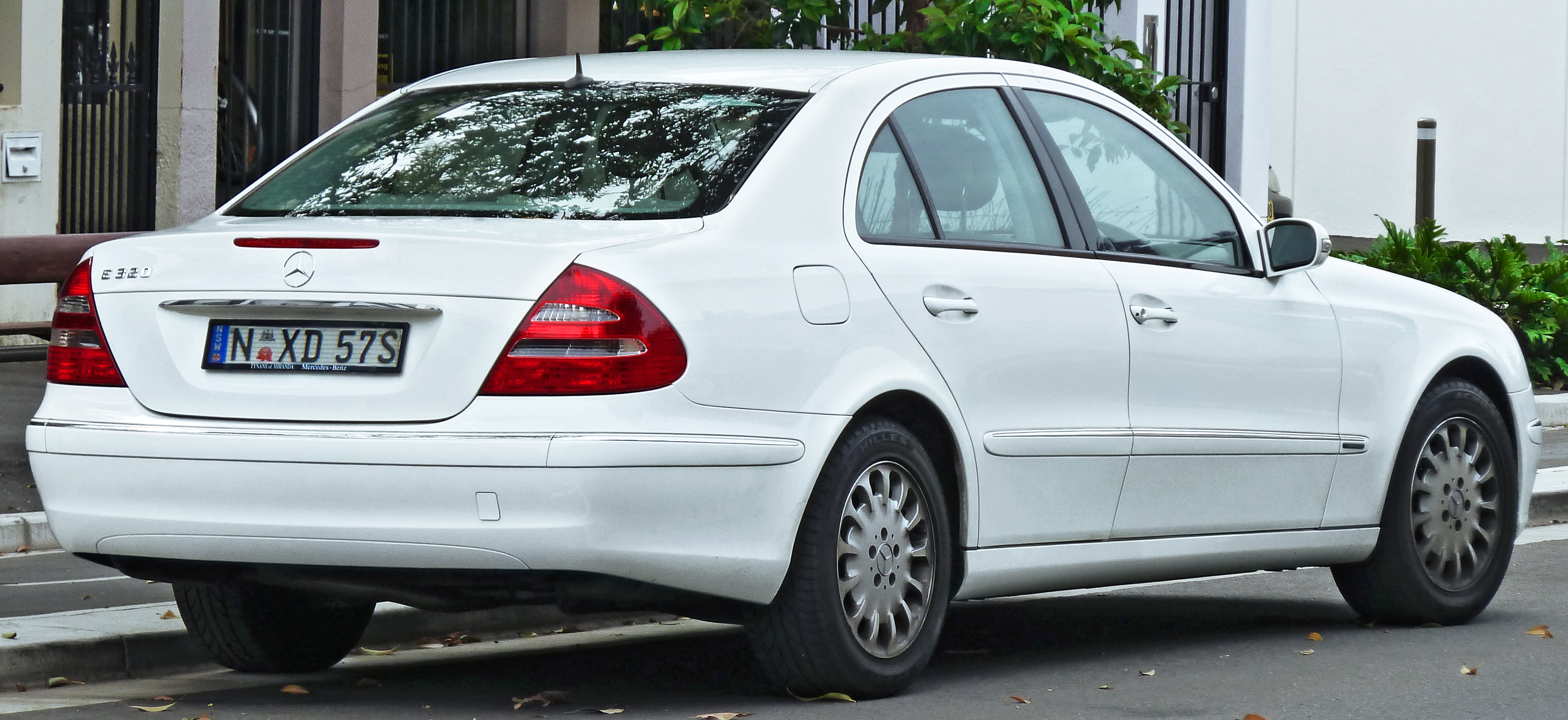
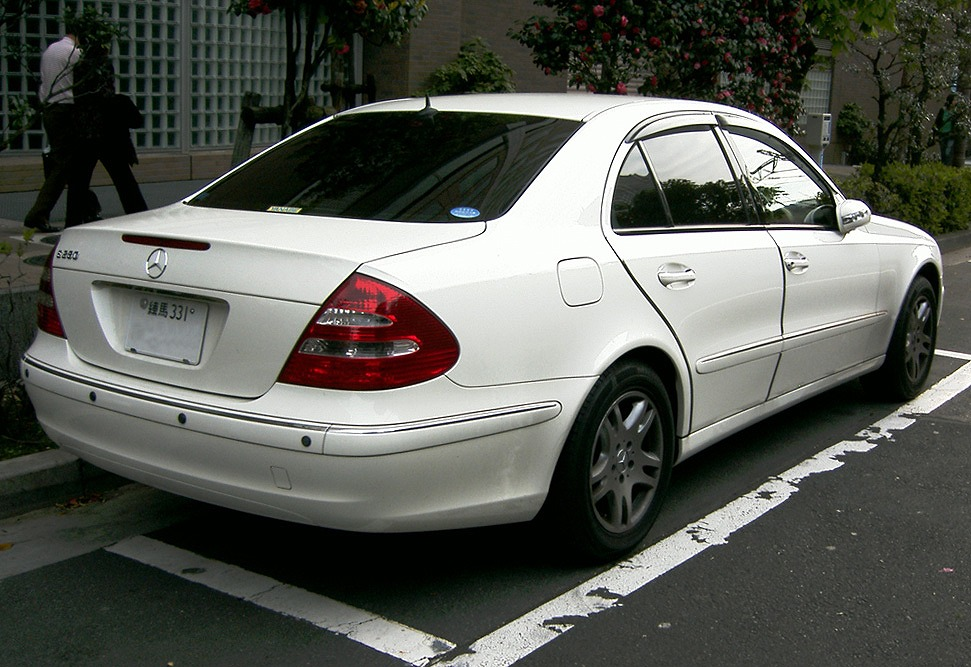
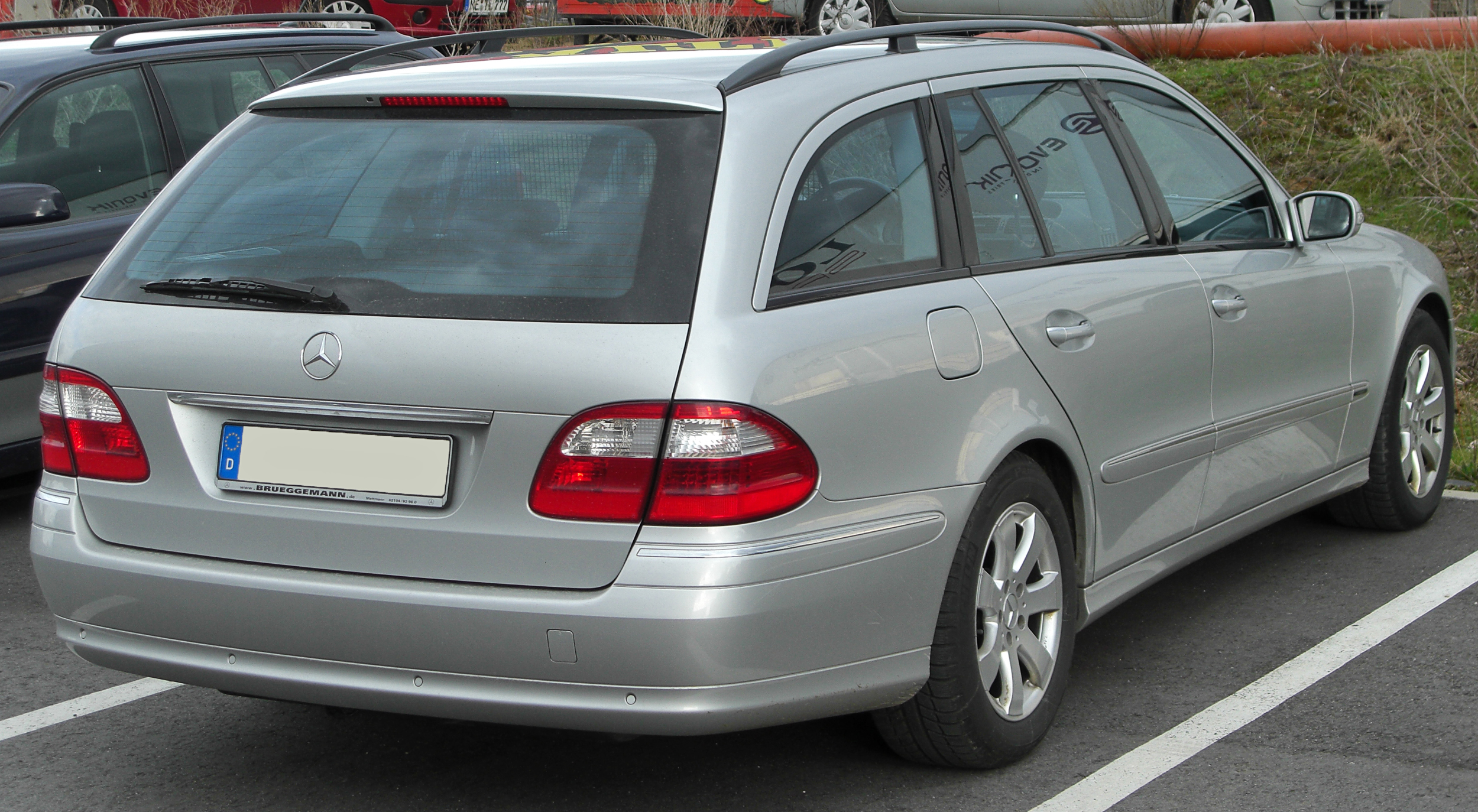
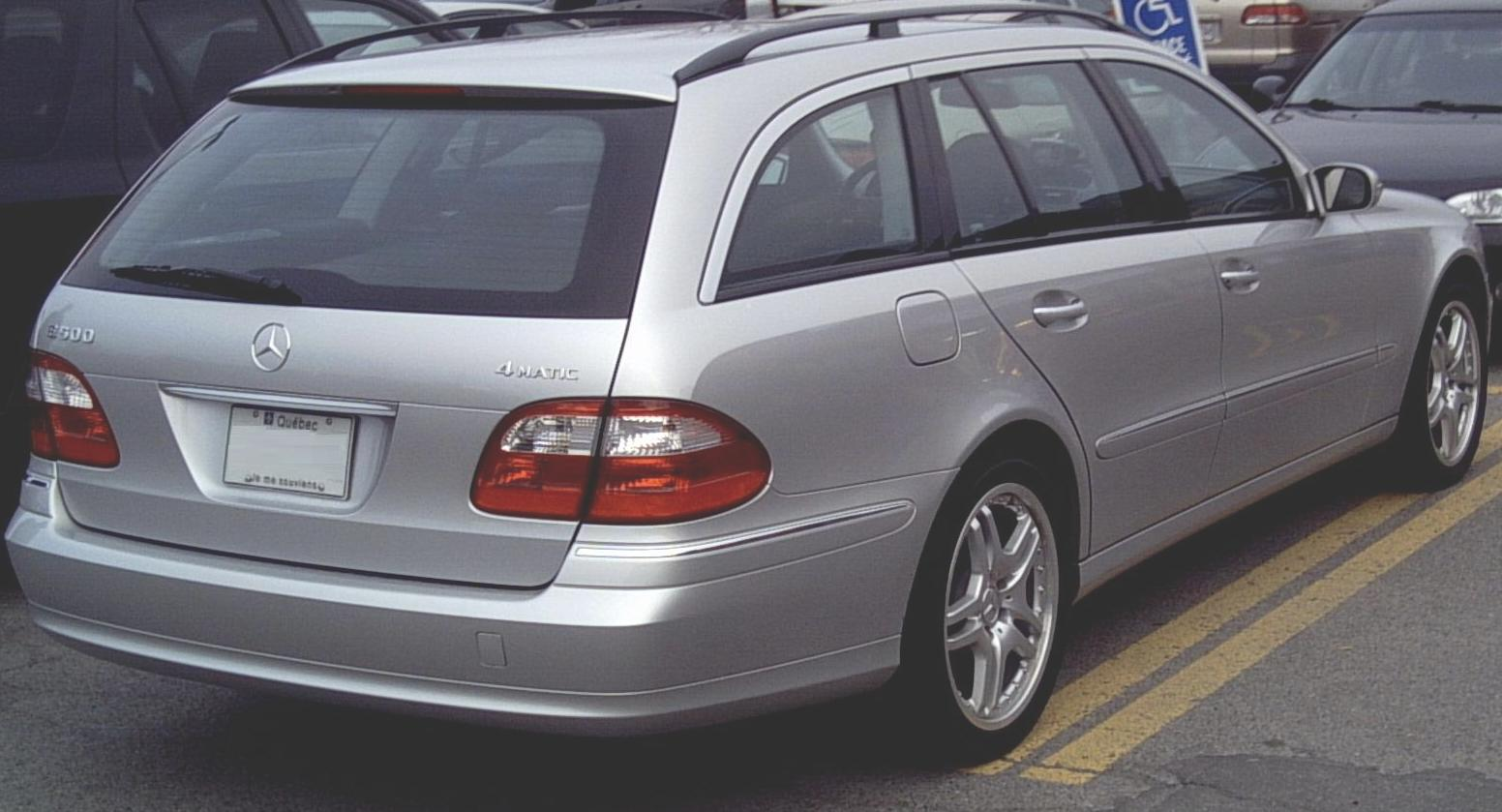
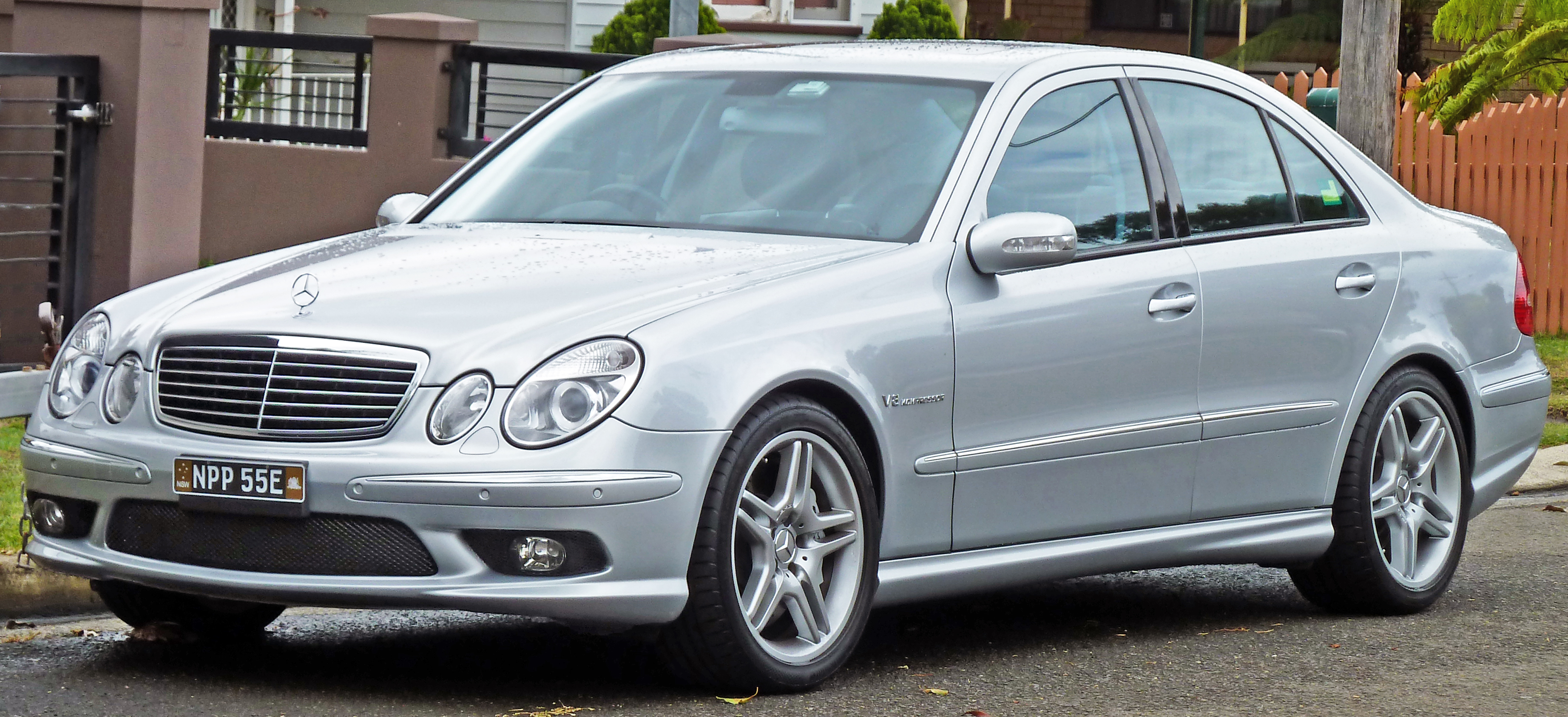
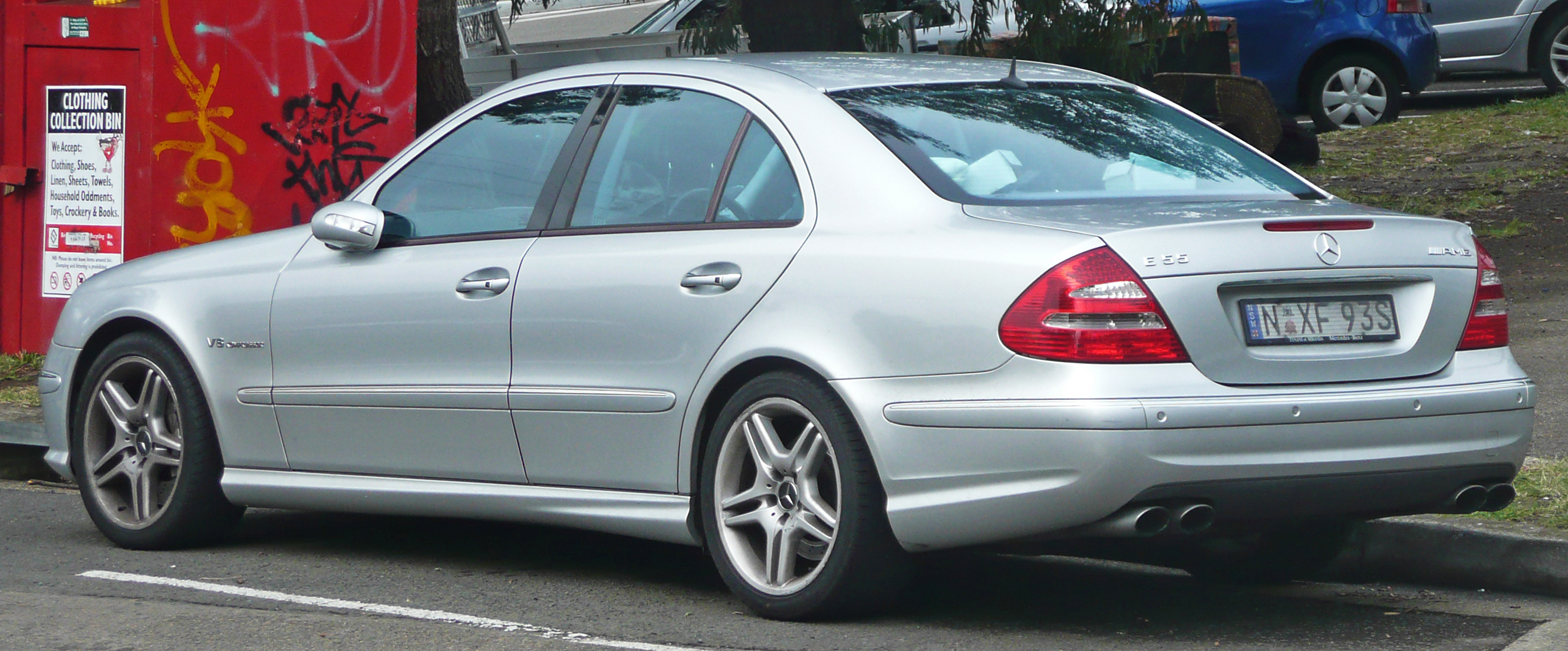